# シーパセオ
シーパセオ（英：SEA PASEO）は、瀬戸内海汽船が運行するフェリー。ここでは姉妹船であるシーパセオ2（英：SEA PASEO2）についても解説する。

## 概要
瀬戸内海汽船所有の「石手川」の代替船として2019年8月より広島・呉 - 松山航路に就航。GKデザイン総研広島がデザインを担当し、船名は海の「SEA」にスペイン語で散歩道を表す「PASEO」を組み合わせ航路を散策する楽しさや海上の公園をイメージしたものとしていおり、「Park on the SETONAIKAI（瀬戸内海の移動を楽しむ、みんなの公園）」をコンセプトとした。シンボルマークは公園や遊歩道に植生するクローバーの葉をモチーフに広島・呉・松山の3都市をハートでつなげるイメージとした。またバリアフリーへの対応や外国人観光客の増加を反映してユニバーサルデザインも取り入れ、平成30年7月豪雨の教訓を活かし災害時の対応も可能とした。
2020年8月には「四万十川」代替船として姉妹船「シーパセオ2」が就航し、船橋側面の数字（シーパセオは「01」・シーパセオ2は「02」）の変更やOZASEKIエリアへのテーブル設置、ブリッジ後方乗務員通路への屋根設置等といった小規模な変更が行われた。また、シーパセオが日本船舶工学会「シップ・オブ・ザ・イヤー2019」小型客船部門を受賞している。
建造に際しては、鉄道建設・運輸施設整備支援機構の船舶共有建造事業を活用したほか、バリアフリー設備は公益財団法人「交通エコロジー・モビリティ財団」より助成を受けている。

## 船内
3階（展望スペース「シャイン・デッキ」）
- 東屋「しおかぜのガゼボ」
- 人工芝「しおかぜのグリーンテラス」

2階（客室）
室内は「快（適）」「会（話）」「開（放）」のエリアに分かれている。
- クルーズコート - 「快」のエリアとして船尾前方に各種座席を設ける。
  - パノラマソファ - 船首側にソファを階段状に配置。
  - OZASEKIエリア - 右舷側に3人掛け椅子を配置。
  - GORONEエリア - 左舷側にカーペットを配置、低い位置に窓を設け横になりながら海の景色を楽しむ趣向とした。
  - リラックスシート - 中央部にミニテーブル付きリクライニングシートを配置。
- オアシスコート - 「会」のエリアとして売店を中心に配置。
  - 案内所・売店「INFORMATION & KIOSK」
  - KOAGARIエリア - カーペット敷の床を備えたテーブル席。
  - 「シーパセオ2」リフレッシュラウンジ - 椅子テーブル席

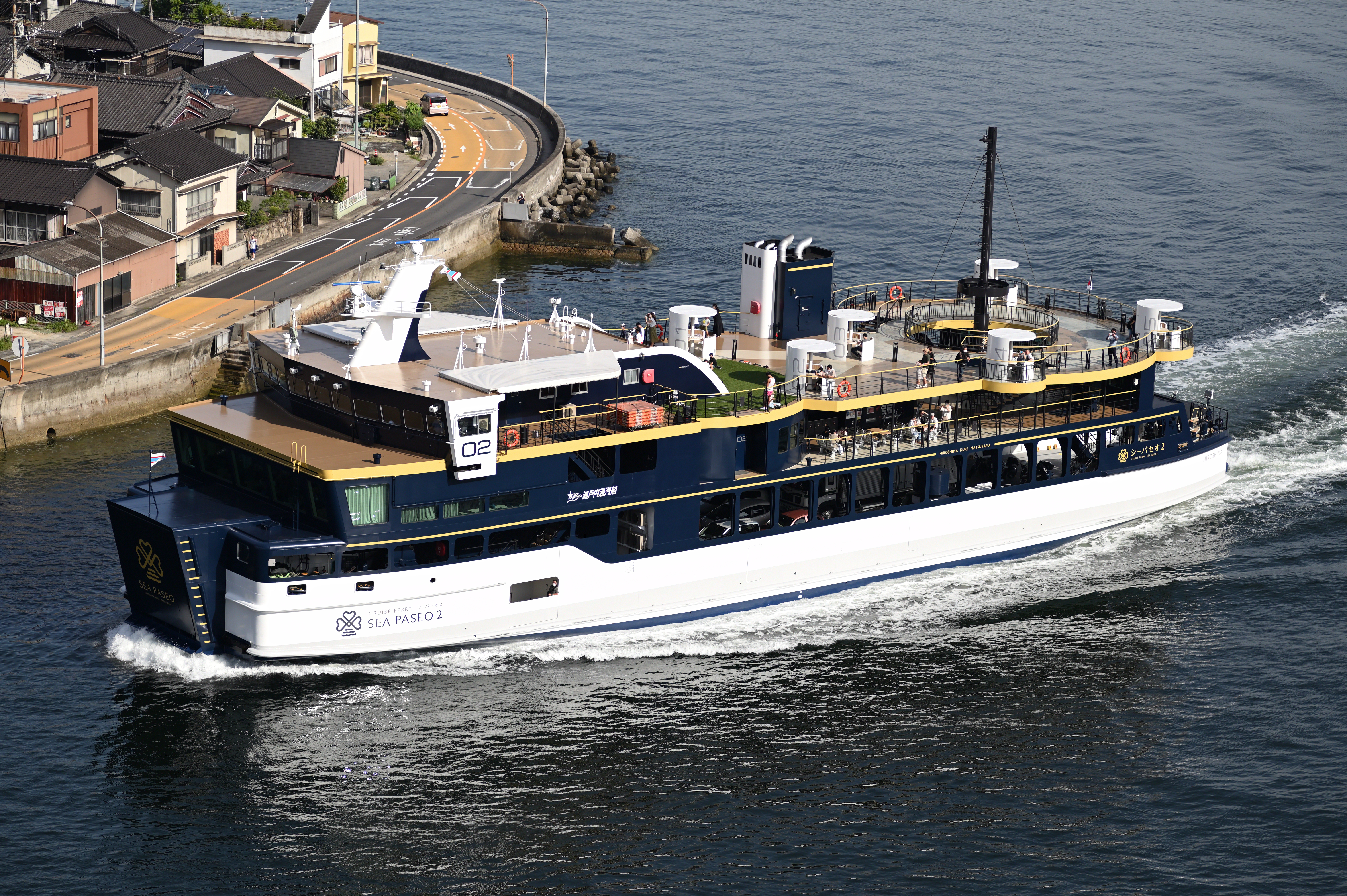
「シーパセオ2」

  - パノラマカウンター - 左舷側に面した一人がけ椅子と大型カウンターテーブル。
- 船尾 - 「開」のスペースとして半屋外式となっている。
  - そよかぜのパティオ（2-3階吹き抜け） - 後部マスト周辺に円形の開放部とベンチを設ける。
  - ひき波のHANARE - カーペット敷で半円形にソファを置き引波を見ながら寛げるスペース。

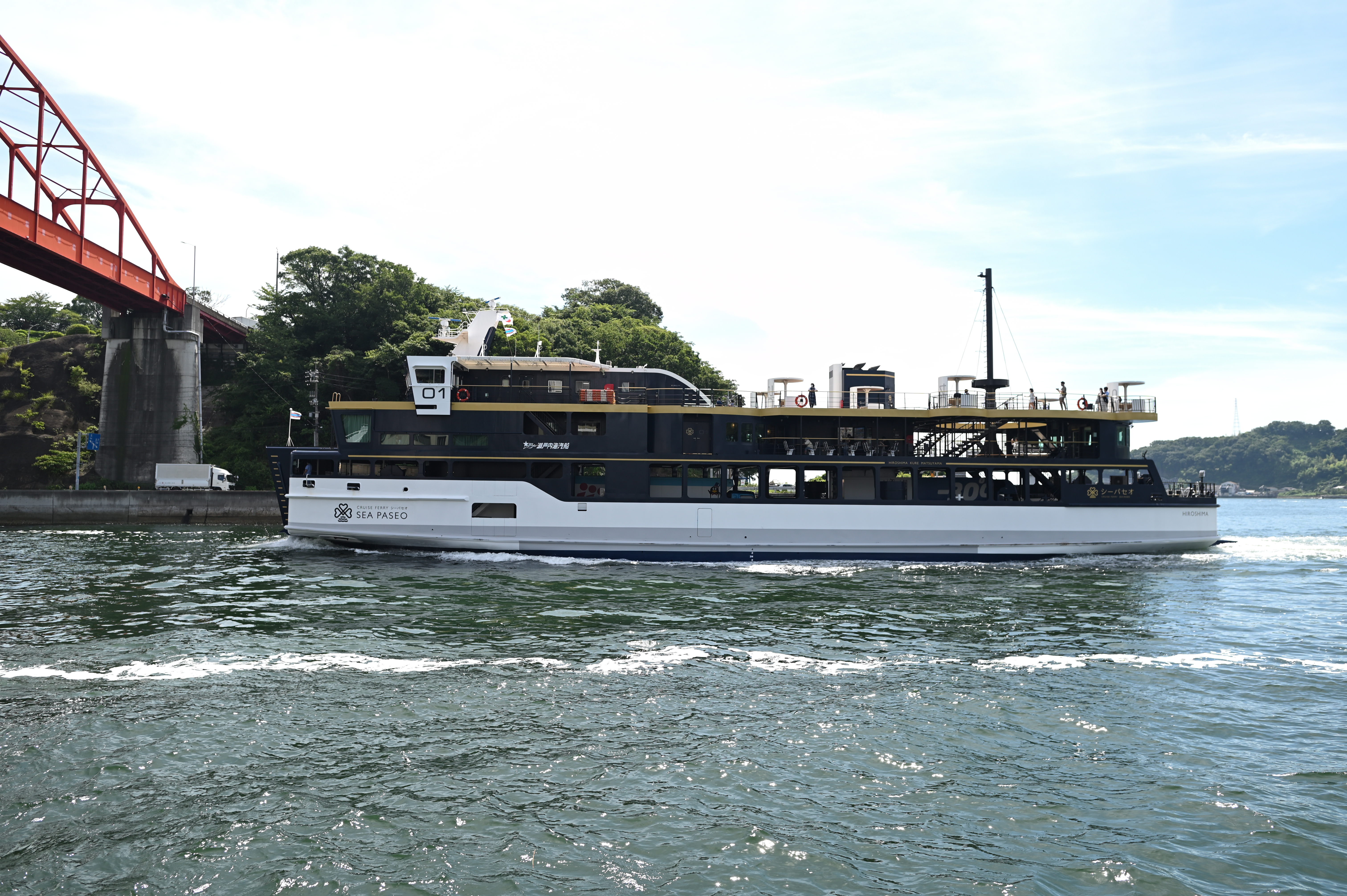
「シーパセオ」側面

1階（車両甲板）